# Centa (Ligurisches Meer)
Die Centa ist ein 3,3 km langer Fluss in Ligurien. Die Centa entsteht durch den Zusammenfluss von Arroscia und Neva, fließt in südöstlicher Richtung durch Albenga um dann in das Ligurische Meer zu münden.